# 八王子市図書館
八王子市図書館（はちおうじしとしょかん）は、東京都八王子市が運営する公立図書館の総称である。
八王子市図書館とは別に、八王子市学園都市文化ふれあい財団が管理運営する「地区図書室」についても本項に記す。

## 概要
中央図書館（本館に相当）および3つの図書館（分館に相当）、5つの市民センター図書館（分室に相当）がある。
また、2006年に八王子市が10月27日を「はちおうじ読書の日」と定め、これを記念にシンボルマークの鳥のるりちゃんが誕生した。

## 利用
利用登録ができるのは、市内在住・在勤・在学者および相互利用をしている市（府中市・調布市・町田市・日野市・多摩市・稲城市・あきる野市・相模原市）在住者である。
本・雑誌は全館で10冊まで、CDやDVDなどの視聴覚資料は全館で3点まで借りることができる。貸出期間は2週間で、他の利用者の予約がなければさらに2週間の延長が可能。
2018年から、図書館に利用者登録をした八王子市在住・在勤・在学者を対象に、パソコンやスマートフォンで電子書籍を借りて閲覧することができる「八王子市電子書籍サービス」を行っている。24時間いつでも電子書籍の予約・借受・返却ができ、貸出点数は2点まで・貸出期間は2週間となっている。
7月21日から8月31日の夏休み期間中は全ての図書館で開館時間が30分前倒しされ、9時30分からとなる。

## 沿革
- 1911（明治44年） - 八王子町立図書館開設。
- 1917年（大正6年） - 市政施行により八王子市立図書館となる。
- 1955年（昭和30年） - 市立図書館が東京都へ移管。
- 1985年（昭和60年） - 中央図書館開設。
- 1996年（平成8年） - 南大沢図書館開設。
- 1997年（平成9年） - 川口図書館開設。
- 1999年（平成11年） - 生涯学習センター図書館開館。
- 2006年（平成18年） - 中央図書館北野分室（現：北野市民センター図書館）開館。
- 2015年（平成27年） - 中央図書館みなみ野分室（現：由井市民センターみなみ野図書館）開館、由井市民センターみなみ野分室地区図書室を置き換えた。
- 2018年（平成30年） - 恩方市民センター図書館開館、恩方市民センター地区図書室を置き換えた。
- 2019年（令和元年） - 石川市民センター図書館開館、石川市民センター地区図書室を置き換えた。
- 2019年12月 - 由木中央市民センター地区図書室を置き換え、由木中央市民センター図書館開館。

## 施設

### 図書館

#### 中央図書館
- 住所：東京都八王子市千人町3-3-6
- 開設年月日：1973年（昭和48年）4月17日
- 開館時間：10時00分～19時00分
- 休館日：第2火曜日（休日の場合は開館）、年末年始、特別整理期間
- 蔵書数：908,343冊（2016年度）[3]
- 延床面積：5,581m2
- アクセス：JR中央線 西八王子駅より徒歩3分、京王バス（京王八王子駅発－館ヶ丘団地・城山手行き）神奈川中央交通（八王子駅北口発－相模湖行き）で「中央図書館前」下車。

#### 生涯学習センター図書館
- 住所：東京都八王子市東町5-6 クリエイトホール内
- 開設年月日：1973年（昭和48年）4月25日
- 開館時間：10時00分～19時00分
- 休館日：第1火曜日（休日の場合は第2火曜日が休館）、年末年始、特別整理期間
- 蔵書数：294,974冊（2016年度）[3]
- 延床面積：2,039m2
- アクセス：JR中央線・横浜線・八高線 八王子駅北口より徒歩5分、京王八王子駅より徒歩5分。

#### 南大沢図書館
- 住所：東京都八王子市南大沢2-27フレスコ南大沢内
- 開設年月日：1975年（昭和50年）10月1日
- 開館時間：10時00分～19時00分
- 休館日：第3火曜日（休日の場合は開館）、年末年始、特別整理期間
- 蔵書数：223,298冊（2016年度）[3]
- 延床面積：1,675 m2
- アクセス：京王相模原線 南大沢駅より徒歩5分、京王バス（八王子駅南口発－南大沢駅行き）で「南大沢四丁目」下車、徒歩3分。

#### 川口図書館
- 住所：東京都八王子市川口町3838川口やまゆり館内
- 開設年月日：1978年（昭和53年）9月12日
- 開館時間：10時00分～19時00分（水・木曜日は17時まで）
- 休館日：第2,4火曜日（休日の場合は開館）、年末年始、特別整理期間
- 蔵書数：147,314冊（2016年度）[3]
- 延床面積：919m2
- アクセス：西東京バス（京王八王子駅発－今熊・上川霊園・川口小学校・川口経由五日市行き）で「川口やまゆり館」下車、徒歩1分。西東京バス（西八王子駅発－楢原町行き）で「楢原町」下車、徒歩10分。

#### 恩方市民センター図書館
- 住所：東京都八王子市西寺方町260-4 恩方市民センター内
- 開設年月日：1988年（昭和63年）8月2日 　※2018年(平成30年)10月1日に地区図書室から八王子市図書館へ移行
- 開館時間：9時30分～17時00分
- 休館日：第2,4月曜日（休日の場合は開館）、年末年始、特別整理期間
- アクセス：・京王八王子駅・JR中央線 八王子駅北口からバス「恩方ターミナル」「大久保」行で「中小田野」下車徒歩3分、JR中央線 高尾駅北口からバス「宝生寺団地」行で「中小田野」下車徒歩3分、JR中央線 高尾駅北口からバス「グリーンタウン高尾」行で「タウン中央」下車徒歩7分

#### 由井市民センターみなみ野図書館
- 住所：東京都八王子市みなみ野1-7-1 片柳学園第3学生会館2階
- 開設年月日：2010年（平成22年）11月1日 　※2015年(平成27年)10月1日に地区図書室から八王子市図書館へ移行
- 開館時間：10時00分～17時00分
- 休館日：第2,4月曜日（休日の場合は開館）、年末年始、特別整理期間
- アクセス：JR横浜線 八王子みなみ野駅北口より徒歩5分

#### 北野市民センター図書館
- 住所：東京都八王子市北野町545-3 きたのタウンビル7階
- 開設年月日：2006年（平成18年）
- 開館時間：10時00分～17時00分（水曜日は19時00分まで）
- 休館日：第2,4月曜日（休日の場合は開館）、年末年始、特別整理期間
- 蔵書数：48,529冊（2016年度）[3]
- 延床面積：301m2
- アクセス：京王線 北野駅北口より徒歩1分。

#### 石川市民センター図書館
- 住所：東京都八王子市石川町438　石川市民センター内
- 開設年月日：2007年（平成19年）2月20日　※ 2019年（令和元年）7月1日に地区図書室から八王子市図書館へ移行
- 開館時間：10時00分～17時00分
- 休館日：第2,4月曜日（休日の場合は開館）、年末年始、特別整理期間
- アクセス：京王八王子駅・JR八王子駅北口からバス「宇津木台（大和田経由）」行で「石川町会館前」下車徒歩2分、JR八高線 小宮駅から徒歩15分

#### 由木中央市民センター図書館
- 住所：東京都八王子市下柚木二丁目10番地6 由木中央市民センター2階
- 開設年月日：2019年（令和元年）12月1日に地区図書室から八王子市図書館へ移行
- 開館時間：10時00分～17時00分
- 休館日：第2,4月曜日（休日の場合は開館）、年末年始、特別整理期間
- アクセス:京王相模原線南大沢駅から京王バス「八王子駅(殿ヶ谷戸経由)」行や「聖蹟桜ヶ丘駅」行で「由木折返場」下車。

### 地区図書室
八王子市学園都市文化ふれあい財団が管理運営する「地区図書室」が市内各地区の市民センター・市民集会所に併設されている。 ただし、長房市民センターと、市民センター図書館のある由木中央、北野、石川、恩方、由井市民センターみなみ野分室には設置されていない。
地区図書室の開室日はそれぞれ異なるが週3日程度のところが多く、開室時間も日中にほぼ限られ16時にはほとんどが閉室してしまうが、 地区図書室によっては地区センターの開館時間中は室内での本の閲覧およびブックポストへの本の返却ができる。 また、地区図書室および長房市民センターの窓口で、八王子市図書館の本の貸出予約とその受け取り、本の返却の取り次ぎを行っている。 予約および受け取り・返却ともに八王子市図書館各館の本のみが対象で、雑誌および視聴覚資料、他館の資料の取り次ぎには対応していない。